# Echaristha pictipennis
Echaristha pictipennis là một loài bọ cánh cứng trong họ Cerambycidae.